# Bokvaxskivling
Bokvaxskivling (Hygrophorus mesotephrus) är en svampart som beskrevs av Berk. 1854. Bokvaxskivling ingår i släktet Hygrophorus och familjen Hygrophoraceae.  Arten är reproducerande i Sverige. Inga underarter finns listade i Catalogue of Life.